# 一岡瑞希
一岡 瑞希（いちおか みずき、1985年11月15日 - ）は、日本のタレント、女優である。血液型はA型。
愛称は「みい」「いっちー」「いっちゃん」。

## 人物
- 実家は北海道足寄町。弟と二人姉弟で、弟の事をブログで「ぴょん」と呼んでいる。
- 趣味は音楽鑑賞、スポーツ観戦(特にバスケットボール)。特技は日本舞踊、チアリーディング。取得資格のなかに「藤間流名取」がある。
- 青山学院大学文学部教育学科出身。大学時代は体育会チアリーディング部に所属。
- プロバスケチーム「ライジング福岡」の初代＆二代目専属プロチアリーダー。この仕事のために、毎週東京と福岡の往復を実費でしていたつわものである[1]。

## 出演作品

### テレビドラマ
- 東京DOGS（フジテレビ）12話
- SAMURAI CODE（テレビ東京）12話
- マジすか学園（テレビ東京）7話、9話、10話、12話　矢場久根生徒役
- トラブルマン（テレビ東京）1話、6話、7話、9話
- プロゴルファー花（読売テレビ）7話、9話、11話、12話
- Q10（日本テレビ）3話
- 逃亡者（KBS）
- LADY〜最後の犯罪プロファイル〜（TBS）1話、2話、3話
- サイコダイブ（フジテレビ）
- 桜からの手紙（日本テレビ）
- ヘンチメン(auリスモ動画)

### 映画
- ブラック会社に勤めてるんだが、もう俺は限界かもしれない
- 紅いアイリン
- パチスロハスラー奈々 激闘!5号機攻略
- 女ゴト師香里奈
- TOKYO BEAT MOVIES新宿編
- 天使の恋
- シュアリー・サムデイ
- ユリア100式
- 18倫〜アイドルを探せ!〜
- さんかく
- 最強女子大生パチンカー麗子
- ヤンキー女子高生4
- ポルターガイスト
- ガチバンMAX
- RUNWAY★BEAT
- パラダイスキス
- ミッドナイトエンジェル

### テレビ番組
- 世界笑える!ジャーナル（TBS）
- 深夜の癒し系バラエティ そこツボ
- 逃走中（フジテレビ）
- ノンフィクションW（WOWOW）
- 所さんの目がテン!（日本テレビ）
- 爆問パニックフェイス!（TBS）
- 魔女たちの22時（日本テレビ）

### 舞台
- わかば（2005年）
- HAMAD（2010年）
- 悪者百景（2010年）